# Arthur Chapman
Pour les articles homonymes, voir Chapman.
Cet article concerne un joueur canadien de hockey sur glace. Pour le joueur canadien de basket-ball, voir Art Chapman (basket-ball).
Arthur John Chapman, dit Art Chapman, (né le 29 mai 1906 à Winnipeg dans le Manitoba au Canada – mort le 31 décembre 1962 à Long Beach, dans l'état de la Californie aux États-Unis) est un joueur professionnel canadien de hockey sur glace qui évoluait au poste de centre,.

## Biographie
Il commence sa carrière professionnelle en 1927 en jouant pour les Indians de Springfield de la Canadian-American Hockey League avant de signer deux ans plus tard avec les Bruins de Boston de la Ligue nationale de hockey. En 1933, il rejoint les Americans de New York et finit la saison 1934-1935 en tant que meilleur passeur de la saison régulière avec 34 réalisations. En 1936-1937, il est sélectionné dans la deuxième équipe d'étoiles de la LNH et joue cette année le Match des étoiles de la LNH en l'honneur de Howie Morenz.
En 1942, il rejoint les Bisons de Buffalo de la Ligue américaine de hockey et devient l'année d'après leur entraîneur, ce qui met fin à sa carrière de joueur. Il remporte cette saison là, la Coupe Calder en tant qu'entraîneur de l'équipe championne des séries de la LAH.

## Statistiques
| Saison        | Équipe                 | Ligue         |     | Saison régulière | Saison régulière | Saison régulière | Saison régulière | Saison régulière |   | Séries éliminatoires | Séries éliminatoires | Séries éliminatoires | Séries éliminatoires | Séries éliminatoires |
| Saison        | Équipe                 | Ligue         | PJ  | B                | A                | Pts              | Pun              | PJ               | B | A                    | Pts                  | Pun                  |                      |                      |
| 1927-1928     | Indians de Springfield | Can-Am        | 40  | 14               | 5                | 19               | 12               |                  |   |                      |                      |                      |                      |                      |
| 1928-1929     | Reds de Providence     | Can-Am        | 38  | 14               | 14               | 28               | 10               |                  |   |                      |                      |                      |                      |                      |
| 1929-1930     | Reds de Providence     | Can-Am        | 39  | 26               | 19               | 45               | 22               |                  |   |                      |                      |                      |                      |                      |
| 1930-1931     | Bruins de Boston       | LNH           | 44  | 7                | 7                | 14               | 22               | 5                | 0 | 1                    | 1                    | 7                    |                      |                      |
| 1931-1932     | Bruins de Boston       | LNH           | 48  | 11               | 14               | 25               | 18               |                  |   |                      |                      |                      |                      |                      |
| 1932-1933     | Bruins de Boston       | LNH           | 46  | 3                | 6                | 9                | 19               | 5                | 0 | 0                    | 0                    | 2                    |                      |                      |
| 1933-1934     | Cubs de Boston         | Can-Am        | 2   | 1                | 1                | 2                | 4                |                  |   |                      |                      |                      |                      |                      |
| 1933-1934     | Bruins de Boston       | LNH           | 21  | 3                | 2                | 5                | 7                |                  |   |                      |                      |                      |                      |                      |
| 1933-1934     | Americans de New York  | LNH           | 25  | 2                | 8                | 10               | 8                |                  |   |                      |                      |                      |                      |                      |
| 1934-1935     | Americans de New York  | LNH           | 47  | 9                | 34               | 43               | 4                |                  |   |                      |                      |                      |                      |                      |
| 1935-1936     | Americans de New York  | LNH           | 48  | 10               | 28               | 38               | 14               | 5                | 0 | 3                    | 3                    | 0                    |                      |                      |
| 1936-1937     | Americans de New York  | LNH           | 43  | 8                | 23               | 31               | 36               |                  |   |                      |                      |                      |                      |                      |
| 1937-1938     | Americans de New York  | LNH           | 45  | 2                | 27               | 29               | 8                | 6                | 0 | 1                    | 1                    | 0                    |                      |                      |
| 1938-1939     | Americans de New York  | LNH           | 45  | 3                | 19               | 22               | 2                | 2                | 0 | 0                    | 0                    | 0                    |                      |                      |
| 1939-1940     | Americans de New York  | LNH           | 26  | 4                | 6                | 10               | 2                | 3                | 1 | 0                    | 1                    | 0                    |                      |                      |
| 1942-1943     | Bisons de Buffalo      | LAH           | 45  | 9                | 19               | 28               | 12               |                  |   |                      |                      |                      |                      |                      |
| 1943-1944     | Bisons de Buffalo      | LAH           | 1   | 0                | 0                | 0                | 0                |                  |   |                      |                      |                      |                      |                      |
| Totaux LNH    | Totaux LNH             | Totaux LNH    | 438 | 62               | 174              | 236              | 140              | 26               | 1 | 5                    | 6                    | 9                    |                      |                      |
| Totaux Can-Am | Totaux Can-Am          | Totaux Can-Am | 119 | 55               | 39               | 94               | 48               |                  |   |                      |                      |                      |                      |                      |